# 명예 러시아 체육 명장
명예 러시아 체육 명장(러시아어: Заслуженный мастер спорта России)은 1992년 1월 2일 제정된 러시아 의 명예 스포츠 타이틀이다. 타이틀에 대한 입장 채택, 타이틀 부여 및 박탈 문제는 러시아의 체육 및 스포츠 관리를 위한 연방 기관에서 결정한다.
가장 높은 등급의 명예로운 스포츠 타이틀로 올림픽 , 패럴림픽 , 세계 선수권 대회 1위 등 국제 수준에서 러시아 연방 및 러시아 스포츠의 권위를 높이는 데 탁월한 공헌을 한 선수에게 수여한다. 러시아 체육 명인, 국제급 러시아 체육 명인 보다 상위의 칭호이다.

## 휘장 외형

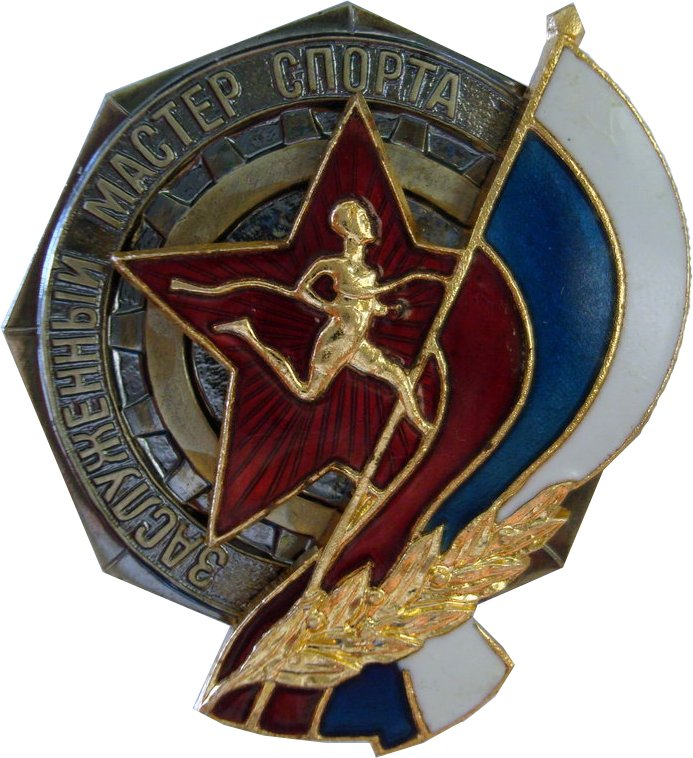
2007년까지 수여된 휘장
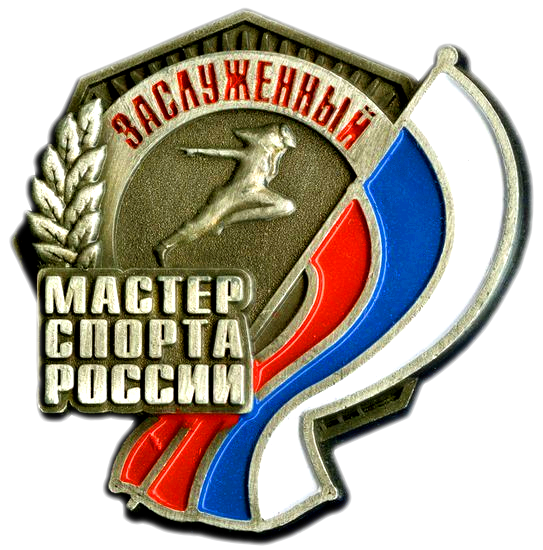
2007년이후 수여된 휘장